# Kōji Tatsuno
Kōji Tatsuno (japanisch 立野浩二 Tatsuno Kōji, geb. 12. März 1964) ist ein japanischer Herrenschneider und Modedesigner, welcher unter anderem durch seine extravagante Farbauswahl bei Krawatten Bekanntheit in der Modeszene erlangte.
Seit seiner Teilnahme an einer Antiquitätenhandelsreise 1982 war er in London tätig. Dort erlangte er Bekanntheit mit Hemden aus alten Kimonos. Tatsuno, ein Autodidakt, entwarf auch Kostüme für Opern, Ballett und Film, insbesondere für den Film „Die Bettlektüre“ („The Pillow Book“) von Peter Greenaway.
Tatsuno entwarf von 1982 bis 1986 für die Londoner Marke Culture Shock, die er mitbegründete. Seine Entwürfe reagierten auf die Bewunderung der Menschen für die japanische Ästhetik. Tatsuno gründete mit Hilfe von Yōji Yamamoto in der Londoner Mount Street sein eigenes Maßschneidereilabel. Dort arbeitete er bis 1991.
Im Jahr 1990 präsentierte  er seine unkonventionellen und komplexen Kreationen erstmals in Paris auf einer Modenschau. In sein 12 Jahre geführtes Studio, von ihm als eine Art „Modelabor“ bezeichnet, kamen aufstrebende kreative Talente wie Julien Macdonald und Alexander McQueen. McQueen begann im Alter von zwanzig Jahren für Tatsuno zu arbeiten und fertigte dort Kleidungsstücke aus antiken Textilien an.
Die Entwürfe von Tatsuno wurden in den 1990er Jahren von bekannten Modegeschäften wie Browns, Liberty und Joseph vertrieben. 1997 zeigte Joyce Ma, Gründerin der Joyce-Ma-Boutiquen in Paris („JOYCE“ Boutique Holdings Ltd.), Modelle von ihm in einem für junge Talente gedachten Ausstellungsraum unter dem Titel „Koji Tatsuno: Eine Elegie auf den Körper und die Kleidung“. Von 2002 bis 2005 war Tatsuno Kreativdirektor bei Madame Grès in Paris.
Prominente Models wie Kate Moss, Yasmin Le Bon und Helena Christensen führten für ihn bei Pariser Modeschauen vor und verlangten dabei nicht ihre sonst übliche Gagenhöhe. Trägerinnen und Bewunderer seiner Kreationen waren bzw. sind außerdem Franca Sozzani, Mick und Jade Jagger sowie Madonna, Diana Ross, Greta Scacchi und Miranda Richardson. Zu Beginn des 21. Jahrhunderts lebte und arbeitete Tatsuno weiterhin in Paris.